# Эдра, Марсель
Марсель Эдра (фр. Marcel Esdras; 21 мая 1927, Пуэнт-а-Питр — 13 ноября 1988, Клиши-ла-Гаренн) — президент регионального совета Гваделупы (1981—1982).
Заменил на посту президента регионального совета Гваделупы Робер Пентье в 1981 году, а в 1982 году был заменён на Марселя Гаргара.

## Биография
До 1970-х годов являлся сторонником автономии, выступая, в частности, за то, чтобы каждая заморская территория Франции обладала бо́льшим суверенитетом в решении внутренних вопросов. Выступал в качестве свидетеля защиты на процессе по делу 18 гваделупских националистов перед судом государственной безопасности в 1968 году.
- 1971—1988 годы — мэр Пуэнт-Нуара,
- 1981—1982 годы — президент регионального совета (глава правительства) Гваделупы,
- 1981—1986 годы — депутат Национального собрания Франции от Гваделупы.

В 1988 году являлся председателем избирательного штаба в Гваделупе кандидата в президенты Франции Раймона Барра.